# Nabil Yaâlaoui
Nabil Yaâlaoui (sinh ngày 1 tháng 5 năm 1987 ở Maghnia) là một cầu thủ bóng đá người Algérie hiện tại thi đấu cho MC Oran ở Giải bóng đá hạng nhất quốc gia Algérie.

## Sự nghiệp câu lạc bộ

### JS Kabylie
Ngày 6 tháng 6 năm 2010, Yaâlaoui ký bản hợp đồng 1 năm cùng với JS Kabylie. Vào 19 tháng 9 năm 2010, Yaâlaoui ghi một bàn thắng trước câu lạc bộ Nigeria Heartland ở vòng bảng của CAF Champions League 2010. Một tuần sau, trong trận đấu đầu tiên của anh cho câu lạc bộ, ngày 25 tháng 9 năm 2010, anh ghi một bàn thắng trong chiến thắng 3-2 trước AS Khroub.

### MC Alger
Ngày 28 tháng 7 năm 2011, Yaâlaoui ký bản hợp đồng 1 năm cùng với MC Alger.

## Danh hiệu
- Vô địch Algerian Championnat National 2 1 lần cùng với WA Tlemcen ở 2009
- Vô địch Cúp bóng đá Algérie 1 lần cùng với JS Kabylie ở 2011